# Henry Grew

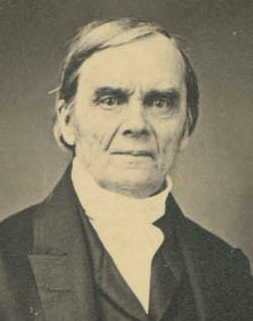
Henry Grew aos 69 anos.

Henry Grew (1781 – 1862) foi um ministro e escritor cristão cujo entendimento bíblico destacava-se por contrariar as crenças da maioria das igrejas tradicionais. Dentre outras posições, Grew rejeitava os ensinos da Santíssima Trindade, da Imortalidade da alma e da existência de um Inferno de fogo literal.

## Biografia
Henry Grew nasceu em Birmingham, Inglaterra, mas por volta dos 13 anos de idade se mudou com sua família para os Estados Unidos. Sua família primeiro viveu em Boston. Posteriormente viveu em Providence, Pawtucket, Hartford e Filadélfia.
Com a idade de 23 anos tornou-se Diácono na Primeira Igreja Batista de Providence. Aos 30 anos serviu como Pastor numa Igreja Batista em Hartford. Sua função, porém, foi encerrada quando a congregação decidiu que seus ensinos eram heréticos.
Os escritos de Henry Grew influenciaram George Storrs, e mais tarde Charles Taze Russell, o fundador da Sociedade Torre de Vigia de Bíblias e Tratados. Henry Grew e George Storrs são mencionados como figuras importantes para os Estudantes da Bíblia em publicações recentes da Sociedade Torre de Vigia (entidade jurídica das Testemunhas de Jeová). Grew também teve parte de sua história retratada num DVD produzido pelas Testemunhas de Jeová e que se dedica a contar a história de seu grupo.